# Ems (Schiff, 1934)
Die Ems ist ein ehemaliges Bereisungsschiff des früheren Wasser- und Schifffahrtsamtes Emden. Das Schiff wurde 2012 aus Kostengründen stillgelegt und am 27. Mai 2013 an den Verein „Traditionsschiff Ems“ übergeben.

## Geschichte
Das Schiff wurde für 130.000 Reichsmark auf der Jos. L. Meyer Werft in Papenburg unter der Baunummer 396 gebaut. Stapellauf des Schiffes, das über einen genieteten Rumpf verfügt, war im August 1933, die Fertigstellung im Jahr 1934. Die Ems ersetzte das 1934 abgewrackte gleichnamige Vorgängerschiff. Die Ems ist heute das älteste auf der Meyer-Werft gebaute Seeschiff, das noch im Einsatz ist.
Als Bereisungs- und Aufsichtsschiff wurde die Ems von einer fünfköpfigen Besatzung gefahren und bot Platz für bis zu 18 Fahrgäste, für die ein Besprechungsraum an Bord vorhanden war. Einsatzbereich des für die Küstenfahrt zugelassenen Schiffes war die deutsche Nordseeküste, insbesondere der Bereich von der deutsch-niederländischen Grenze bis zur Wesermündung. Hier wurde das Schiff auch für weitere Aufgaben des Wasser- und Schifffahrtsamtes Emden, wie Kontrolle der Seezeichen, Wahrnehmung strom- und schifffahrtspolizeilicher Aufgaben, Erstellen von Peilplänen und Versorgungsfahrten eingesetzt.
Nachdem der Bundesrechnungshof die hohen Unterhaltungskosten mehrfach angemahnt hatte, war der weitere Betrieb des Schiffes wirtschaftlich nicht mehr zu vertreten und die Ems wurde 2012 stillgelegt. Dem neu gegründeten Verein „Traditionsschiff Ems“ wurde das Schiff am 27. Mai 2013 für die Dauer von zehn Jahren zur eigenen Verwendung überlassen. Er hält die Ems instand und stellt das Schiff an mindestens zwölf Tagen im Jahr der Wasser- und Schifffahrtsverwaltung des Bundes zur Verfügung.
Im Laufe der Zeit sind am Schiff zahlreiche Umbauten und Modernisierungen vorgenommen worden. So wurden u. a. 1959 das hölzerne Ruderhaus durch eines aus Aluminium ersetzt, 1960/61 ein neuer Hauptmotor eingebaut, 1967 die Ruderanlage ersetzt und 1980 der hintere Teil des Hauptdecks erneuert. 2002 musste das Unterwasser-Vorschiff erneuert werden. Das alte Vorschiff wurde restauriert und steht heute vor dem Dienstgebäude des Wasser- und Schifffahrtsamtes in Emden.

## Technische Daten
Angetrieben wird das Schiff von einem Sechszylinder-Viertakt-Dieselmotor der Motorenwerke Mannheim AG (Typ TRH 435 SU) mit einer Leistung von 316 kW, der auf einen Festpropeller wirkt. Das Schiff erreicht damit eine Geschwindigkeit von 12 Knoten.
Für die Stromversorgung stehen ein Wellengenerator sowie zwei Dieselgeneratoren zur Verfügung. Der Wellengenerator leistet 16 kW; einer der Dieselgeneratoren verfügt über eine Leistung von 35 kW, der andere über eine Scheinleistung von 74 kVA.